# Erich von Falkenhayn

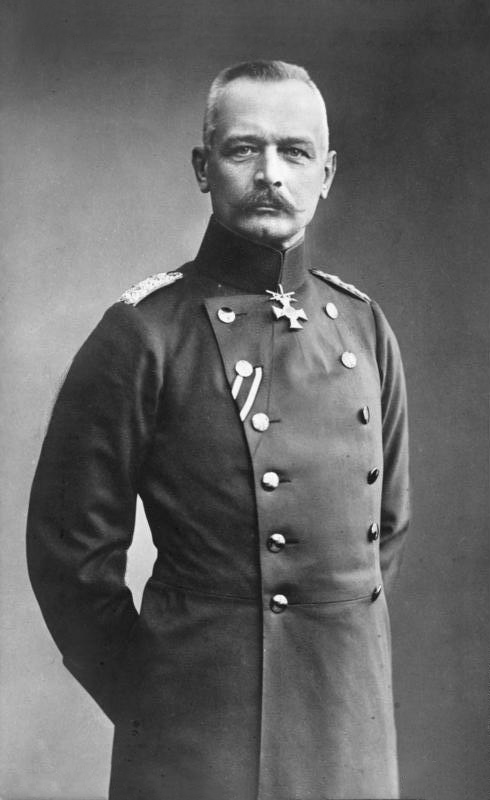
Erich von Falkenhayn (1913)

Erich Georg Sebastian Anton von Falkenhayn (* 11. September 1861 in Burg Belchau; † 8. April 1922 in Schloss Lindstedt bei Potsdam) war ein preußischer General der Infanterie, osmanischer Marschall und im Ersten Weltkrieg preußischer Kriegsminister sowie Chef des Großen Generalstabs. Nach dem Scheitern des Schlieffen-Plans übernahm er die militärische Führung des Kaiserreichs und war von September 1914 bis August 1916 Chef der zweiten Obersten Heeresleitung. Als dieser verantwortete er die erfolgreiche Schlacht von Gorlice-Tarnów und die Schlacht von Verdun, deren Scheitern unter fürchterlichen Opfern zu seinem Rücktritt führte. Falkenhayn hielt den Krieg früh für militärisch nur noch durch einen günstigen Kompromissfrieden zu gewinnen, nicht aber durch vollständige Niederwerfung aller Gegner. Damit stand er strategisch im Gegensatz zu Erich Ludendorff, der ihm mit Paul von Hindenburg in der Führung der Obersten Heeresleitung folgte. Falkenhayn eroberte nach seinem Rücktritt als Generalstabschef im Auftrag seiner Nachfolger das in den Krieg spät eingetretene Rumänien, scheiterte aber als Heerführer im Nahen Osten. Er verhinderte in seinem Verantwortungsbereich eine vom Osmanischen Reich geplante Deportation der Juden aus Palästina.

## Leben

### Herkunft
Er entstammte dem in Schlesien ansässigen Adelsgeschlecht Falkenhayn und war der Sohn von Fedor Tassilo von Falkenhayn (* 6. Februar 1814 in Nakel, Oberschlesien; † 20. Januar 1896 in Tarnowitz) und dessen Ehefrau Franziska, geborene Freiin von Rosenberg (* 26. Juni 1826 in Klötzen; † 14. August 1888 in Graudenz). Sein Vater war Gutsherr auf Belchau und Schwirsen, beide im preußischen Regierungsbezirk Marienwerder.
Erich hatte sechs Geschwister:
- Anton Georg (1849–1910), Rittmeister
- Olga Franziska Helene (1851–1919) ⚭ 1873 Generalmajor Moritz von Bock (1828–1897), Eltern des späteren Generalfeldmarschall Fedor von Bock (1880–1945).
- Georg Ferdinand von Falkenhayn (1852–1887)
- Eugen Georg Nikolaus (1853–1934), General der Kavallerie
- Arthur Sebastian Georg (1857–1929), Geheimer Oberregierungsrat und Erzieher des Kronprinzen Wilhelm
- Kurt Georg Anton (* 15. April 1863)

### Militärkarriere
Mit elf Jahren kam Falkenhayn 1872 in die Kadettenanstalt Culm, anschließend wechselte er für drei Jahre in die Preußische Hauptkadettenanstalt Groß-Lichterfelde, die er in der Selecta-Klasse abschloss. Am 17. April 1880 trat er mit 18 Jahren als Sekondeleutnant dem Oldenburgischen Infanterie-Regiment Nr. 91 der Preußischen Armee bei. Ab 1. Oktober 1887 absolvierte er für drei Jahre die Kriegsakademie in Berlin und wurde zwischenzeitlich zum Premierleutnant befördert. Am 22. März 1891 trat Falkenhayn in den Großen Generalstab in Berlin ein. Zunächst war er in der Topographischen Sektion, dann in der Eisenbahn-Abteilung tätig, am 25. März 1893 wurde er zum Hauptmann befördert. Am 2. Januar 1894 folgte seine Verwendung im Generalstab des IX. Armee-Korps in Altona. Am 9. Dezember 1895 wurde er Kompaniechef im Infanterie-Regiment „von Borcke“ (4. Pommersches) Nr. 21 in Thorn.
Nach neunmonatigem Dienst ließ sich Falkenhayn am 25. Juni 1896 aus „finanziellen und Karrieregründen“ beurlauben und ging als Militärberater nach China. Als Militärinstrukteur baute er in Wuchang eine Militärschule nach preußischem Muster auf, ohne aber die Unterstützung der chinesischen Militärbehörden zu finden. 1898 wechselte er ins deutsche Pachtgebiet nach Kiautschou und war Hauptmann im III. Seebataillon. Ihm wurde die Aufstellung einer Chinesen-Kompanie übertragen, die aber nicht lange bestand. Danach wurde er als Major mit Patent vom 25. März 1899 à la suite als Militärattaché wieder in der Preußischen Armee angestellt. Nach seiner Rückkehr nach Deutschland wurde er ab 24. Februar 1900 für kurze Zeit erneut im Großen Generalstab in Berlin verwendet und wechselte am 29. März nach Karlsruhe, um für fünf Monate die Position des Chefs des Stabes des dortigen XIV. Armee-Korps zu übernehmen.
Am 7. September wurde er dem Generalstab des Kommandos des Ostasiatischen Expeditionskorps zugeteilt, das an der Niederschlagung des Boxeraufstandes beteiligt war. Nach einem längeren Aufenthalt in der Mandschurei und in Korea kehrte Falkenhayn wieder in die Heimat zurück.
Am 18. Oktober 1903 wurde er zum Bataillonskommandeur des Braunschweigischen Infanterie-Regiments Nr. 92 in Braunschweig ernannt, am 15. September 1905 wurde er Oberstleutnant. Am 10. April 1906 wurde er abermals im Großen Generalstab verwendet. Ein Jahr später, am 22. März 1907, wurde er Chef des Generalstabes des XVI. Armee-Korps in der Festung Metz, am 18. Mai 1908 wurde er zum Oberst befördert. Am 27. Januar 1911 zum Kommandeur des 4. Garde-Regiments zu Fuß in Berlin ernannt, wurde er bereits am 20. Februar 1912 auf Grund unvorhergesehener personeller Engpässe Chef des Generalstabs beim IV. Armee-Korps in Magdeburg. In dieser Position erreichte er am 22. April 1912 den Rang eines Generalmajors. Falkenhayn war zugleich maßgeblich an der Organisation der Kaisermanöver beteiligt.

### Kriegsminister Preußens
Am 8. Juli 1913 wurde Falkenhayn überraschend und unter Beförderung zum Generalleutnant zum preußischen Kriegsminister ernannt. In dieser Position oblag ihm die Umsetzung der im Frühjahr beschlossenen Heeresvorlage 1913, die eine deutliche Aufrüstung Deutschlands vorsah. Ins stärkere Bewusstsein der Öffentlichkeit gelangte er erstmals durch seine Auftritte vor dem Reichstag im Zusammenhang mit der Zabern-Affäre um den Jahreswechsel 1913/14, wobei er das fragwürdige Verhalten der Militärbehörden in Elsaß-Lothringen vorbehaltlos verteidigte und die Armee gegen Kritik aus der Zivilgesellschaft in Schutz nahm. In der Julikrise des Jahres 1914 gehörte Falkenhayn zu den Schlüsselfiguren um den Ausbruch des Ersten Weltkriegs. Wie die meisten Militärs rechnete er damals nicht mit einem europäischen Krieg und hielt die Zeit dafür beim Attentat von Sarajevo wohl auch zunächst nicht für günstig. Trotzdem gehörte er dann aber sehr bald zu denjenigen, die Kaiser Wilhelm II. zur Kriegserklärung drängten.

### Chef des Generalstabes im Krieg

#### Pessimistische Lagebeurteilung nach Ypern

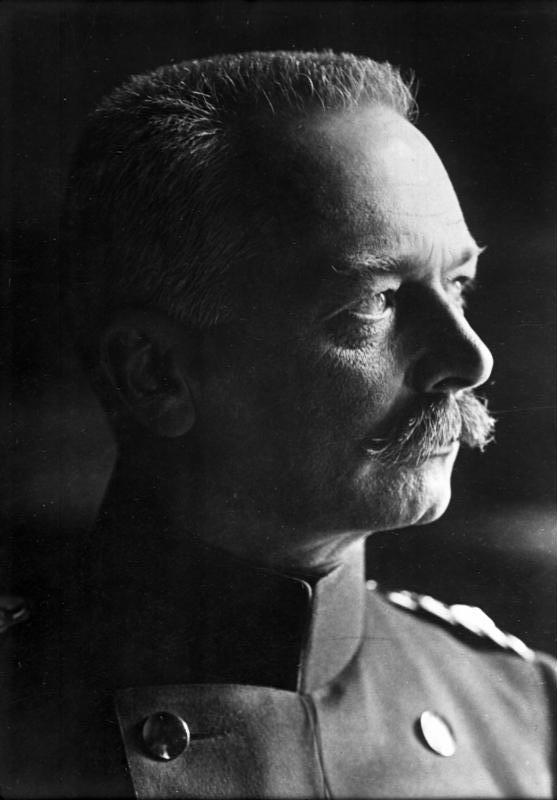
Erich von Falkenhayn (1915)

Im ersten Kriegsjahr löste Falkenhayn nach der Ersten Marneschlacht am 14. September 1914 Helmuth Johannes Ludwig von Moltke, der psychisch zusammengebrochen war, als Chef des Generalstabs ab. Es gelang ihm, die chaotische Situation zu ordnen und die Führungskrise zu überwinden. Schon am 9. September gab er aufgrund des Scheiterns des Schlieffen-Plans dem Kaiser gegenüber die ernüchternde Einschätzung: „Majestät, wir haben den Krieg verloren.“ ab. Falkenhayn versuchte verzweifelt die französische Armee und das britische Expeditionskorps durch den Wettlauf zum Meer (via Nordfrankreich und Belgien zur Nordsee) auszumanövrieren, um doch noch eine Umfassung des Gegners zu erreichen. Das Vorhaben gelang aber nicht und endete nach der Schlacht um Ypern, in der Falkenhayn – um den Durchbruch zu erreichen – unerfahrene und kurzausgebildete Regimenter eingesetzt und deren hohe Verluste (→ Langemarck-Mythos) sehend in Kauf genommen hatte, im vollständigen Stellungskrieg an der Westfront.
Ypern erschütterte Falkenhayn tief. Er kam zu der Auffassung, dass ein militärischer Totalsieg nicht mehr zu erreichen sei. Er drängte in einem am 18. November 1914 vorgelegten Memorandum die politische Führung um Reichskanzler Theobald von Bethmann Hollweg, den Krieg auf dem Verhandlungswege zu beenden, fand aber kein Gehör. Gegenüber Bethmann-Hollweg skizzierte er die angesichts der absehbar wachsenden materiellen und auch personellen Überlegenheit der Alliierten begrenzten deutschen Optionen. Da ein schneller Sieg nach dem Scheitern des Schlieffen-Plans unmöglich geworden sei, drohe eine langsame Erschöpfung Deutschlands. Die einzige Möglichkeit sei ein Aufbrechen der gegnerischen Koalition, also ein Separatfrieden mit einem der Gegner Deutschlands, wobei er das Russische Reich für den entscheidenden Kandidaten hielt, da – wie er annahm – Frankreich ohne das Zarenreich nicht weiterkämpfen werde. Einen Friedensschluss mit dem Vereinigten Königreich strebte Falkenhayn gegenüber dem Reichskanzler nicht an – dessen unverrückbare und im Hintergrund steuernde Feindschaft aus ökonomischen und politischen Neid gegenüber Deutschland hielt er für gesetzt. Er schlug vor, den Krieg gegen Großbritannien nach einem Separatfrieden mit der Flotte allein weiterzuführen. Die Frage größerer Gebietsabtretungen oder gar einer Annexion Belgiens – was in der Öffentlichkeit Deutschlands als das Mindeste angesehen wurde – wollte er erst nach der „Niederwerfung“ Englands behandeln. Diese wiederum wollte er nach einem Teilfrieden auf dem Kontinent mit einer Blockade des Inselreiches erreichen, da so Britannien in vielen Monaten ausgehungert werden könne. Falkenhayns Darlegungen machten Bethmann-Hollweg nachdenklich, führten aber nicht zu politischen Handlungen oder gar Ergebnissen. Das Septemberprogramm Bethmann-Hollwegs spiegelte eine zu dieser Zeit noch optimistischere Einschätzung des Erreichbaren durch das Auswärtige Amt und Regierungskreise wider.
Am 20. Januar 1915 wurde Falkenhayn von Adolf Wild von Hohenborn als Kriegsminister abgelöst. Am Tag seiner Ablösung wurde er zum General der Infanterie befördert, am 16. Februar erhielt er für seine bisherigen Leistungen den Orden Pour le Mérite. Falkenhayn widmete sich jetzt als Chef der Heeresleitung vollständig der militärischen Organisation der Kriegsführung.
Auffällig an Falkenhayns Position als Minister und Chef des Generalstabs war, dass seine Machtbasis weniger im Generalstab lag (Falkenhayn hatte Jahre im Ausland, jenseits der sozialen Kontakte und Netzwerke des Stabes verbracht) als in seiner Beziehung zum Kaiser selbst, der ihn in gewissem Rahmen schätzte, der vor allem aber innerhalb der möglichen Alternative zu Falkenhayn, dem Feldherren-Duo Erich Ludendorff/Paul von Hindenburg, den Strategen Ludendorff aus persönlicher Antipathie heraus verabscheute und gleichzeitig Hindenburgs Popularität in der Öffentlichkeit fürchtete.

#### Strategische Differenzen und Konflikte an Ost- und Westfront
Trotz der Erfolge in der Schlacht bei Tannenberg im August 1914 hielt es Falkenhayn für unmöglich, Russland vollständig zu besiegen und gleichzeitig im Westen stark genug zu sein, um dort eine erfolgreiche Defensive gegen die immer stärker werdende Entente aufrechtzuhalten. Dies brachte ihn in Konflikt mit Hindenburg und Ludendorff, die das große, aber mangelhaft geführte russische Heer von Norden und Süden umfassen und einkesseln wollten, was Falkenhayn für undurchführbar und politisch auch nicht für wünschenswert hielt. Falkenhayn hatte mit der Einrichtung eines eigenen Oberbefehlshabers für die Ostfront einen „Dualismus in der Kriegführung geschaffen, der sich unmittelbar gegen ihn richten sollte“. Von nun an versuchten Hindenburg und Ludendorff aus einer eigenen Machtposition heraus, den Schwerpunkt des Krieges in den Osten zu verlegen. Viele hohe Offiziere aus dem Umfeld von Ober Ost, etwa Ludendorffs rechte Hand Max Hoffmann, nannten Falkenhayn ab der Zeit, als dieser die Umklammerungsstrategie im Osten ablehnte, schlichtweg nur noch „den Verbrecher“. Ludendorff äußerte, dass er Falkenhayn nachgerade hasse. Die Ablehnung Falkenhayns resultierte nach Ansicht seiner Gegner daraus, dass er fürchtete, beim Erfolg eines solchen Vorgehens von dem Konkurrenten als Generalstabschef abgelöst zu werden; zum anderen hielt Falkenhayn aber weder die Russen für bereits geschlagen, noch wollte er weiter in die Tiefe des russischen Raumes gezogen werden oder den diplomatischen Spielraum des Reiches für einen Friedensschluss mit Russland durch Eroberungen und aufwendige Besatzungen verengen. Versuche Hindenburgs, den Kaiser per Immediatgesuch zu einem Strategiewechsel und zur Entlassung Falkenhayns zu nötigen, empörten den Kaiser aber derart, dass dies Falkenhayns Position wider Erwarten stabilisierte. Den Hauptteil der Aufgaben im Osten übertrug Falkenhayn zukünftig nicht seinen Konkurrenten Ludendorff und Hindenburg, deren in Ober Ost exekutierte koloniale Ziele eines deutschen Ostreiches jeden Friedensschluss erschweren mussten, sondern August von Mackensen.
Falkenhayns Haltung gegenüber seinem Verbündeten Conrad von Hötzendorf, dem Chef der österreichisch-ungarischen Armee, war ebenfalls zwiespältig. Beide hatten völlig unterschiedliche Grundvorstellungen. Für Conrad war naturgemäß der Krieg gegen Russland entscheidend, das er mit allen Kräften – auch den deutschen – vernichtend schlagen wollte, für Falkenhayn war der Osten ein gegenüber Frankreich nachgelagerter Kriegsschauplatz und der den Österreichern wichtige Balkan gleichgültig. Noch mehr galt das für Italien. Demütigend für die Österreicher war, dass sie nach ihren Niederlagen zu Kriegsbeginn kaum noch eigenständig kriegsfähig waren. Jedoch hatte Falkenhayn zumindest ein gewisses Verständnis dafür, dass Conrad v. Hötzendorf eine direkte Unterstellung unter deutschen Oberbefehl politisch nicht akzeptieren mochte und konnte, und förderte entsprechende Ambitionen Hindenburgs und Ludendorffs bewusst nicht – auch aus Eigeninteresse. Stattdessen wurde die Heeresgruppe Mackensen nach ihrer Aufstellung formell den Österreichern unterstellt.
Vollkommen zerrüttet war Falkenhayns Verhältnis zum bayerischen Kronprinzen Rupprecht, der im Westen die 6. Armee kommandierte, Falkenhayns zur Schau getragene preußische Überlegenheit nicht ausstehen konnte und ihm übelnahm, dass er dem Kronprinzen unterstellte Verbände nach Belieben verlegte. Auch strategisch gab es bedeutsame Differenzen. Der Kronprinz glaubte lange an die Möglichkeit eines umfassenden Durchbruches und Sieges, während Falkenhayn das schon nicht mehr für realistisch hielt und dem konsternierten Kronprinzen gegenüber – der davon träumte, das Elsass Bayern zuzuschlagen – die Meinung vertrat, es ginge nur noch darum „unter Verzicht auf entscheidungssuchende Operationen den Gegner zu ermatten und zu hoffen, dass dieser irgendwann einlenke“.

#### Ermattungsstrategie

##### Begrenzte Offensiven im Osten und auf dem Balkan
Falkenhayn verfolgte 1915 und 1916 eine – wie Hans Delbrück es ihm zuschrieb – „Ermattungsstrategie“, die begrenzte Offensiven im Osten und eine Defensive im Westen vorsah. Die Lage des verbündeten Österreich-Ungarns war militärisch derart verzweifelt, dass ein völliger Zusammenbruch der Donaumonarchie denkbar erschien, den Falkenhayn nicht riskieren konnte. Er verweigerte sich dennoch Ludendorffs und Hindenburgs von den Österreichern stark befürworteten Forderungen, große Truppenverbände aus der Westfront herauszulösen und gegen die Russen zu werfen, um den Kampfeswillen und die Kampffähigkeit der zaristischen Armee durch verheerende Umfassungsschlachten zu brechen. Falkenhayn befürchtete, die Westfront dann nicht halten zu können – tatsächlich sah das Jahr 1915 im Westen mit Nachdruck vorgetragene französische Offensiven (siehe Schlacht in der Champagne) sowie die Zweite Flandernschlacht –, während er Truppengewinnung durch größere Frontbegradigungen mittels Aufgabe eroberter Gebiete in Frankreich für psychologisch undurchsetzbar hielt. Stattdessen unterstützte er nach Verhandlungen mit Hindenburg/Ludendorff und Bethmann-Hollweg begrenzte Offensiven im Osten. Die Winterschlacht in Masuren wurde lediglich ein Teilerfolg, das russische Heer nicht, wie von Ludendorff erhofft, eingekesselt, sondern lediglich abgedrängt; Falkenhayn sah sich diesbezüglich in seinen Annahmen bestätigt. Im März 1915 wurde die Lage der Österreicher in Galizien nach der desaströsen Karpatenschlacht jedoch prekär. Conrad bat daher dringend um deutsche Hilfe, um seinerseits einen Angriff bei Gorlice führen zu können (Die Urheberschaft der Idee für die Schlacht bei Gorlice-Tarnow ist unklar, sowohl von österreichischer wie deutscher Seite wurde sie in Anspruch genommen). Falkenhayn fand die Idee eines Angriffs auf das russische Zentrum erfolgversprechend – wohingegen er die ehrgeizigeren Pläne Hindenburgs und Ludendorffs für eine weiträumige Umfassung des russischen Heeres ablehnte – und gab acht Divisionen für die Ostfront frei. Obwohl – oder auch weil – der Kriegseintritt Italiens gegenüber Österreich-Ungarn drohte, betrieb Falkenhayn Anfang Mai 1915 energisch die Schlacht bei Gorlice-Tarnów, die er sorgsam und verdeckt durch Hans von Seeckt vorbereiten ließ. Es wurde aus der Heeresreserve die 11. Armee gebildet und diese von Mackensen unterstellt, dem auch österreichisch-ungarische Verbände untergeordnet wurden – unter nominellem Oberbefehl des österreichischen Armeeoberkommandos. Conrad von Hötzendorf wurde über die kommende Schlacht jedoch erst informiert, als die deutschen Divisionen – die den Angriff hauptsächlich tragen sollten – bereits in die Züge verladen waren und in Richtung der Front rollten. Die Schlacht von Gorlice und die nachfolgende Offensive wurde zum größten Erfolg der Mittelmächte im Weltkrieg. Galizien wurde zurückerobert, der Zar verlor Polen, Litauen und Kurland (letztere von Hindenburgs Verbänden erobert). Falkenhayn wollte aber nach diesen – bereits weitergehenden als ursprünglich geplanten – Erfolgen keine Weiterführung des Vormarsches sehen. Das verbündete Österreich-Ungarn brüskierte er zudem, als er – gemeinsam mit der deutschen Regierung – die Abtretung Trentinos an Italien nachdrücklich vorschlug, um die Bildung einer neuen Front zu verhindern. Für eine Verhinderung des Kriegseintritts Italiens kam der Erfolg gegenüber den Russen, der deutlich machte, dass Österreich-Ungarn noch nicht geschlagen war, aber zu spät, um noch Teil italienischer Abwägungen zu werden.
Im Oktober 1915 gab Falkenhayn Mittel frei, um Österreichs Gegner Serbien niederzuringen, da er nun in einer Eroberung Serbiens einen Weg sah, Russland – das nach Einschätzung Bethmann-Hollwegs erst dann den Krieg verlassen würde, wenn eine angestrebte Eroberung des osmanischen Konstantinopels irreal geworden wäre – aus dem Krieg herauszudrängen und verbunden damit eine Landverbindung für die Unterstützung des verbündeten Osmanischen Reiches zu schaffen. Er wartete ab, bis die Teilnahme Bulgariens auf der Seite der Mittelmächte gesichert war. Der Feldzug gelang aus österreichischer Sicht nur bedingt, nachdem die deutschen Kräfte der Mittelmächte auf Falkenhayns Befehl ihren Vormarsch an der griechischen Grenze hatten einstellen müssen. Falkenhayn befürchtete eine Bindung von Kräften in der Peripherie, die dann für andere Zwecke an der Westfront nicht mehr verlegbar gewesen wären. Doch war Ende 1915 „Deutschlands Ziel der Entlastung Österreichs und der Türkei auf geradezu triumphale Weise erreicht worden“.
Als Conrad von Hötzendorf jedoch entgegen Falkenhayns Wünschen auch noch Montenegro angriff und eroberte, brachen beide Generalstabschefs vom 22. Dezember 1915 bis zum 19. Januar 1916 sogar den Kontakt ab und führten das Jahr 1916 getrennt Krieg, ohne sich auf eine Strategie zu einigen. Conrads „Balkanimperialismus“ gefährdete die Allianz mit Bulgarien, dazu wäre ein Sonderfrieden mit Montenegro wegen der symbolischen Außenwirkung auch ein diplomatischer Erfolg gewesen. Im Mai 1916 verweigerte er dann Conrads Ansuchen um deutsche Truppenhilfe für die österreichische Offensive in Südtirol vollständig, unter anderem auch deswegen, weil Italien offiziell mit Deutschland noch gar nicht im Kriegszustand war und er kein Interesse hatte, daran etwas zu ändern (unter anderem wegen Warenimporten aus den noch neutralen Vereinigten Staaten). Die Ostoffensiven und die Hilfestellung auf dem Balkan retteten die Donaumonarchie vorerst und trafen die Russen schwer, den Zaren bewegten sie aber nicht zum von Falkenhayn gewünschten Separatfrieden.

##### Schlacht von Verdun im Westen
Im Westen wollte er Anfang 1916, statt auf französische Offensiven zu warten, die Initiative wiedergewinnen. Denn das Problem an Falkenhayns Ermattungsstrategie war, dass die West-Alliierten sich eine solche eigentlich aufgrund ihrer wachsenden Ressourcen viel eher leisten konnten als das Deutsche Reich. Falkenhayn glaubte darum, aus der Defensive heraus lokalisiert zuschlagen zu müssen, um die Ermattung der Gegner zu beschleunigen. Als eigentlichen Hauptfeind sah er das ressourcenreiche und finanzstarke Großbritannien, welches im Hintergrund die feindliche Koalition zusammenhalte, das jedoch als Inselreich militärisch selbst kaum erreichbar sei, so dass eben Frankreich als das Werkzeug Großbritanniens primär ausgeschaltet werden müsse. Neben der Wiederaufnahme des U-Boot-Krieges – den Falkenhayn forderte, obgleich er voraussah, dass er die Vereinigten Staaten in den Krieg bringen werde, aber nach seiner Auffassung militärisch wirksam nur mit Verzögerung – müsse gegen das Inselreich durch einen Schlag gegen die französische Armee indirekt vorgegangen werden, um das von Großbritannien instrumentalisierte Frankreich aus dem Krieg zu werfen und diesen damit zu beenden. Ziel war ein Einsehen Großbritanniens, dass es nach der Niederlage Frankreichs keine objektive Möglichkeit mehr gab, Deutschland zu besiegen.
Gleichzeitig wusste Falkenhayn seit Ypern, dass aufgrund der Waffenentwicklung die Defensive der Offensive mittlerweile weit überlegen war, offensiv im Rahmen eines ihm abgeforderten entscheidenden Großdurchbruches vorzugehen also nur zu hohen Verlusten führen würde. Das Problem, aufgrund der absehbaren Erstarkung der Gegner angreifen zu müssen, aber genauso absehbar nicht durchbrechen zu können, glich einer „Quadratur des Kreises“.
Falkenhayn plante darum, vor Verdun in einem überraschenden Vorstoß die Höhenzüge zu besetzen und mittels massierter Artillerie die Festung und den Ort Verdun zu beschießen, um die Franzosen dort zu Gegenangriffen auf die Höhen zu zwingen, denen wiederum aus überlegenen Defensivstellungen begegnet werden sollte. Nach dem Krieg erklärte er seine Strategie damit, dass die Franzosen so Verdun, die stärkste ihrer Festungen vor der deutschen Grenze, entweder hätten aufgeben – was sie seiner Meinung nach aus Prestigegründen nie getan hätten – oder aber in Verdun hätten verbluten müssen. Schon Zeitgenossen sprachen von der „Blutpumpe“ oder „Knochenmühle“ von Verdun. Die Idee war, den Franzosen eine Schlacht aufzuzwingen, in der sie fortlaufend hätten angreifen müssen, während die deutschen Truppen den enormen Vorteil der Defensive gehabt hätten.
Die Schlacht scheiterte unter anderem jedoch daran, dass das entscheidende Ziel der schnellen Besetzung des höhergelegenen Ostufers nur teilweise gelang, da Falkenhayn anfangs – um seine stets prekäre Heeresreserve zu schonen – mit zu wenig Truppen angreifen ließ und sich an seiner zu sparsamen Kalkulation auch nicht durch Widerspruch des die Offensive ausführenden Konstantin Schmidt von Knobelsdorf beirren ließ. Wie von Falkenhayn kalkuliert, nahm Frankreich tatsächlich die Herausforderung an, anders als gedacht aber ohne dass die Deutschen die Höhen bereits in ihrer Hand gehabt hätten. Statt aus einer überlegenen Artillerieposition heraus nun relativ gefahrlos die Franzosen beschießen zu können, wie es nach einer vollständigen Eroberung der Höhen möglich gewesen wäre, kämpften nun nicht allein die Franzosen, sondern auch die Deutschen über Monate aus ungünstigen Positionen heraus. Falkenhayns Entscheidung, die Schlacht mit zu geringen Kräften zu beginnen, hatte den Franzosen erlaubt, ihre Stellungen auf dem Ostufer noch rechtzeitig zu verstärken und Kräfte heranzuführen. Dazu gelang es im Schlachtverlauf den Franzosen, ihre Truppen gemäß Philippe Pétains Noria-Prinzip rascher abzulösen, so dass sie die Tortur des Einsatzes moralisch überstehen konnten, während die Einsatzphasen der deutschen Verbände länger waren – was „bis zu ihrer völligen Erschöpfung der Kampfkraft im Gefecht“ führte. Der Abwehrsieg der Franzosen vor Verdun kostete diese zwar enorme Verluste, jene der deutschen Armee waren jedoch – ganz anders als von Falkenhayn erwartet und begriffen, der vorherige französische Verlustquoten an der Westfront überoptimistisch fortgeschrieben und irrig geschätzt hatte – fast ebenso hoch und damit letztlich sinnlos, da sie am Kräfteverhältnis nichts änderten. Zu seiner falschen Einschätzung führten auch fehlerhafte Berichte des deutschen Nachrichtendienstes, der korrekt feststellte, dass Gefangene aus zahlreichen und offenbar neuverlegten französischen Divisionen stammten, aber daraus falsch folgerte, vorherige Divisionen seien aufgerieben worden. Stattdessen waren sie von Petain aber nur zeitweilig ausgetauscht worden. Diese Fehleinschätzung der gegnerischen Verluste ließ Falkenhayn gegen eigene Bedenken die Schlacht weiterführen.
Falkenhayn behauptete Ende August 1916 gegenüber Reichskanzler Bethmann-Hollweg, nicht davon ausgegangen zu sein, auf diese Weise gegen die Entente einen direkten Sieg herbeiführen zu können. Vielmehr habe er erwogen, dass die Verluste auf französischer Seite („Weißbluten“) schwerer zu tragen seien als auf deutscher. Es gehe – so Falkenhayn – darum, „Frankreich, wenn sich sein Heer vor die Festung stellte, durch kräftiges Ausbluten und, wenn die Festung aufgegeben wurde, durch innere Erschütterungen für den weiteren Kriegsverlauf möglichst lahmzulegen, andererseits England zum vorzeitigen Einsatz seiner gesamten Kräfte zu reizen“. Und Frankreich habe immerhin – so glaubte Falkenhayn – bereits 250.000 Soldaten mehr als Deutschland verloren. Bethmann-Hollweg bewertete die opferreiche Schlacht anders und entfremdete sich weiter von Falkenhayn, dessen Skepsis über die Möglichkeit eines deutschen Sieges im Krieg er eigentlich mittlerweile teilte. Doch bezüglich Verdun fragte der Reichskanzler, wo Unfähigkeit ende und zum „Verbrechen“ werde.
Falkenhayns politische Position wurde nicht besser dadurch, dass der Angriff auf Verdun in der militärischen Führung des Reiches von Anfang an nicht unumstritten war, der bayerische Kronprinz hielt einen Angriff ausgerechnet auf die stärkste Position Frankreichs für vollkommen falsch. Falkenhayn hatte die „Widerstandskraft der Franzosen maßlos unterschätzt“, Verdun war nun für ihn ungeplant selbst zu einer „Prestigefrage“ geworden, Auch den Deutschen erschien eine Aufgabe der Schlacht unter Rückzug auf die Ausgangsstellungen aus symbolischen Gründen bald als unmöglich, obgleich sie mit einem „begrenzten Kräfteansatz“ geplant hatten. Die Eroberung des wichtigen Forts Douaumont war ihnen zu Anfang der Schlacht triumphal und unter begeisterter Zustimmung der deutschen Öffentlichkeit und Propaganda gelungen, die des Fort de Souville, und damit die angestrebte Eroberung des Ostufers mit seiner überlegenen Feuerstellung insgesamt, gelang ihnen jedoch nie.
Unklar ist, ob Falkenhayns Ziele vor Verdun nicht doch stärker operativ ausfielen, als er nach dem Krieg zugeben wollte, und er deshalb nachträglich nur behauptete, eine reine Abnutzungsstrategie verfolgt zu haben, die – so Falkenhayn – ein Teilerfolg gewesen sei. Stattdessen (oder ergänzend) sei es ihm darum gegangen, die Festung Verdun als Ausfallbasis großer französischer Verbände auszuschalten – und sowohl Franzosen wie Briten zu improvisierten Entlastungsoffensiven zu verleiten, die Falkenhayn auffangen und mit starken Gegenoffensiven beantworten wollte. So habe er die Westfront wieder in Bewegung versetzen und mit einer Schwächung von Franzosen und Briten verbinden wollen, die nach weiteren deutschen Offensiven möglicherweise friedensbereit geworden wären. Allerdings habe dann nur der erste Teil dieser Vorstellungen – den Verteidigern Verduns im Rahmen einer Ermattungsschlacht Verluste zuzufügen – funktioniert, der zweite Teil – übereilte alliierte Offensiven zu provozieren, aufzufangen und mit entscheidenden Gegenschlägen zu beantworten – nicht. Der britische Befehlshaber Douglas Haig war zwar im Begriff, Falkenhayn in die Falle zu gehen, wurde aber vom französischen Oberbefehlshaber Joseph Joffre gestoppt. Falkenhayn habe diesen Fehlschlag seiner Kalkulation unter anderem nach dem Krieg in seinen Memoiren als beabsichtigten Erfolg ausgegeben, um seinen Ruf zu wahren; womit er ihn langfristig aber unbeabsichtigt eher zerstörte. Denn ein Abzielen auf ein pures „Weißbluten“ unter absichtlicher Inkaufnahme fürchterlich hoher Gefallenenzahlen galt nach dem Ersten Weltkrieg bald – und gilt bis heute – als grotesk zynisch.
Angesichts der materiellen und personellen Überlegenheit der Alliierten, die sich im Kriegsverlauf immer deutlicher abzeichnete, war Falkenhayns Ermattungsstrategie in Verdun zu keinem Zeitpunkt realistisch. Nach den starken – und sorgfältig vorbereiteten – alliierten Angriffen an der Somme waren weitere Angriffe bei Verdun nicht mehr vertretbar und der Misserfolg an der Westfront offensichtlich. Auch innenpolitisch war die Schlacht ein einziges „Desaster“, da sie auch Kronprinz Wilhelm, der offiziell in Verdun die 5. Armee führte, in der Öffentlichkeit mit den kaum erträglichen Verlusten in Verbindung brachte.

##### Scheitern und Rücktritt
Die schweren Verluste in der Somme-Schlacht im Westen, der Zusammenbruch der österreichischen Front während der gleichzeitigen Brussilow-Offensive im Osten und die für diesen Zeitpunkt, insbesondere von Falkenhayn, nicht erwartete Kriegserklärung Rumäniens brachte die deutsche Heeresleitung in Handlungszwang. Kronprinz Rupprecht von Bayern schrieb an das Militärkabinett, dass Falkenhayn das Vertrauen der Armee verloren habe und Moriz von Lyncker überzeugte schließlich den erzürnten Kaiser, Hindenburg zu einem Immediatsvortrag zu bitten. Dabei hatte nur der Oberbefehlshaber des Heeres das Immediatrecht. Falkenhayn fasste die Intrige richtig auf und bat um den Rücktritt als Chef der Obersten Heeresleitung, den der Kaiser am 29. August 1916 trotz seines Widerwillens gegenüber dem Feldherrenduo Hindenburg/Ludendorff, das Falkenhayn nachfolgte, auch gewährte.

### Eroberung von Rumänien

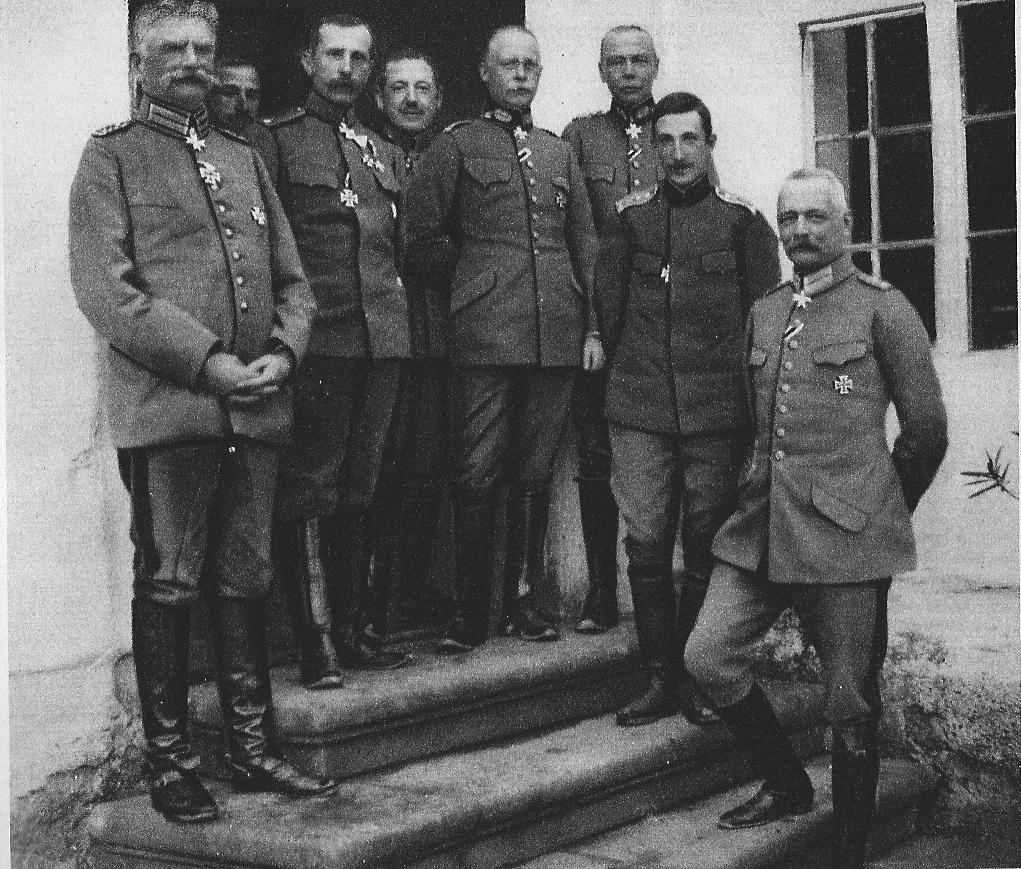
Erich von Falkenhayn, Kronprinz Boris, Hans von Seeckt, Gerhard Tappen, Oberst Gantschew, General Nikola Schekow, unbekannt, August von Mackensen in Paraćin am 6. November 1915 (von rechts nach links)

Als Ausgleich erhielt Falkenhayn am 6. September 1916 den Oberbefehl über die erneut und hastig zusammengestellte 9. Armee gegen das in den Krieg eingetretene und auf ungarisches Gebiet vorgerückte Rumänien. Zusammen mit österreich-ungarischen Truppen erzwang er den Einmarsch in Siebenbürgen, besiegte bei Hermannstadt und Kronstadt zwei zahlenmäßig deutlich überlegene rumänische Armeen und erkämpfte den Austritt aus dem Gebirge in die Walachei in der Schlacht am Argesch. Die Eroberung von Bukarest am 6. Dezember 1916 gelang ihm im Zusammenwirken mit der Donauarmee unter August von Mackensen.
Die schnelle Eroberung Rumäniens – eine „militärisch herausragende Leistung“ – hatte für die Mittelmächte großen Wert. Einerseits mussten die Russen nun starke Kräfte nach Süden verlegen, um ihre dortigen Positionen an der nun verlängerten Front zu sichern, was vierzig ihrer Divisionen beanspruchte und damit auf Kosten ihrer allgemeinen Offensivfähigkeit ging. Des Weiteren erwies sich Rumänien aber auch als Nachschubquelle von großer Bedeutung, die Mittelmächte konnten „bis Ende 1918 eine Million Tonnen Erdöl und zwei Millionen Tonnen Getreide aus den besetzten Gebieten ziehen“.

### Osmanischer Feldherr

#### Mesopotamien und Palästina
Mitte Juli 1917 übernahm Falkenhayn auf Bitten der osmanischen Heeresleitung unter Enver Pascha die Führung der Heeresgruppe F, deren Kräfte im Irak und bei Aleppo neu gebildet wurden. Eine geplante Offensive, um das von den Osmanen an die Briten verlorene Bagdad zu erobern – die Falkenhayn für schwer, aber möglich hielt –, kam wegen logistischer Schwierigkeiten, dem Mangel ausreichender Kräfte und dem schlechten und abgekämpften Zustand der türkischen Truppen nach wochenlangem Gezerre nicht mehr zustande, was Falkenhayn – der auf den warnenden Rat mit der Situation vertrauter deutscher Offiziere vor Ort wie Kreß von Kressenstein wenig gegeben hatte – schwer einsah.

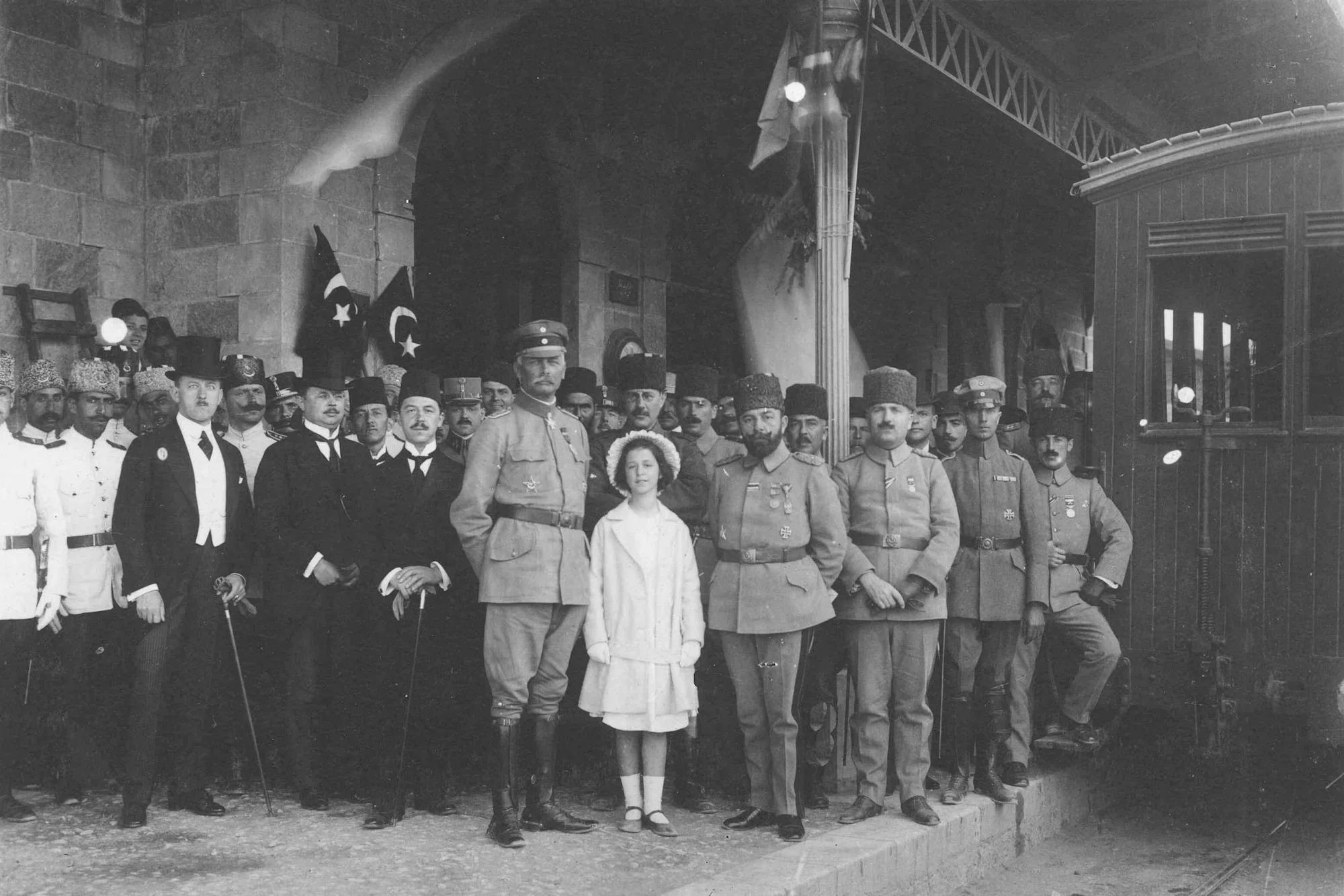
Falkenhayn 1917 im Bahnhof Jerusalem neben Tochter Erika und mit weiteren Militärs (u. a. Cemal Pascha) und Konsuln (wie Heinrich Brode)

Nach langen Auseinandersetzungen mit der türkischen Führung wurde er am 7. September schließlich als osmanischer Feldmarschall zum Oberbefehlshaber zweier türkischer Feldarmeen in Palästina eingesetzt. Dort durchbrachen die Briten unter Edmund Allenby Mitte November 1917 in der Dritten Schlacht um Gaza die türkisch-deutschen Stellungen. Falkenhayn hatte seine Truppen noch nicht ausreichend verlegt, die Schlacht fand während eines Umgruppierungsprozesses statt. Er gab von seinem Hauptquartier in Aleppo fernmündlich taktisch anspruchsvolle Befehle, die die überforderten türkischen Truppen gar nicht ausführen konnten, Kreß von Kressenstein kommentierte höhnisch, dass Falkenhayn die ihm unterstellten türkischen Einheiten in der Wüste so führe, wie man eine „deutsche Armee im zivilisierten Europa führt“. Dazu lebte Falkenhayn in der irrigen Haltung, dass er sich – auch aufgrund seiner früheren Erfahrungen in China – besonders gut auf die Mentalität von Orientalen verstehe, tatsächlich machte er sich durch sein schroffes Wesen, seinen Befehlston und seine versteckte Verachtung Gegner. Als er die Situation in Palästina realistischer beurteilte, war das Verhältnis bereits zerrüttet.

#### Verhinderung der Deportation der Juden aus Palästina
Jedoch intervenierte er noch erfolgreich gegen die von der türkischen Regierung unter dem Statthalter Cemal Pascha geplante Deportation der von den Jungtürken nach der Balfour-Deklaration als innere Gefahr eingeschätzten Juden aus Palästina, die vermutlich nach dem Muster des Völkermordes an den Armeniern und ihren Todesmärschen in die Wüste hätte ablaufen sollen, und untersagte in seinem Bereich Kollektivstrafen. Falkenhayn telegrafierte an Johann Heinrich von Bernstorff, den deutschen Botschafter in Konstantinopel, dass aufgetretene Spionagefälle nichts mit der jüdischen Bevölkerung in ihrer Gesamtheit zu tun hätten: „Ich halte jüdisches Vorgehen für Taten einer ganz kleinen extremen Partei […]; Masse Judentum hat nichts damit zu tun.“ Bernstorff übte auf Innenminister Talât Pascha entsprechenden Druck aus, dem dieser nachgab. Die Juden wurden verschont.

#### Niederlage gegenüber den Briten
Die fortschreitende Eroberung Palästinas durch die Briten unter General Allenby im Dezember 1917 konnte Falkenhayn nicht verhindern. Jerusalem, das er aus symbolischen Gründen auf alle Fälle halten wollte, fiel am 9. Dezember. Die Front gegen die überlegenen Briten war zuvor ins Rutschen geraten.
Falkenhayns Position war damit unhaltbar geworden. Er bat um seine Ablösung und wurde zurückbeordert.

### Kriegsende in Russland
Ab 4. März 1918 wurde Falkenhayn Oberbefehlshaber der 10. Armee im Westen Russlands, in dieser Funktion erlebte er das Kriegsende.
Auf die Nachricht der Einsetzung einer parlamentarischen Regierung in Deutschland (Kabinett Baden), die für ihn das Ende des preußischen Staates und der Monarchie einläutete, reagierte er, indem er dem Kaiser vergeblich noch die Einsetzung eines Militärdiktators antrug und den Generalobersten Ludwig von Falkenhausen vorschlug, wohl aber noch hoffte, selbst berücksichtigt zu werden. Doch hatten solche Pläne jede Basis verloren.

### Lebensende

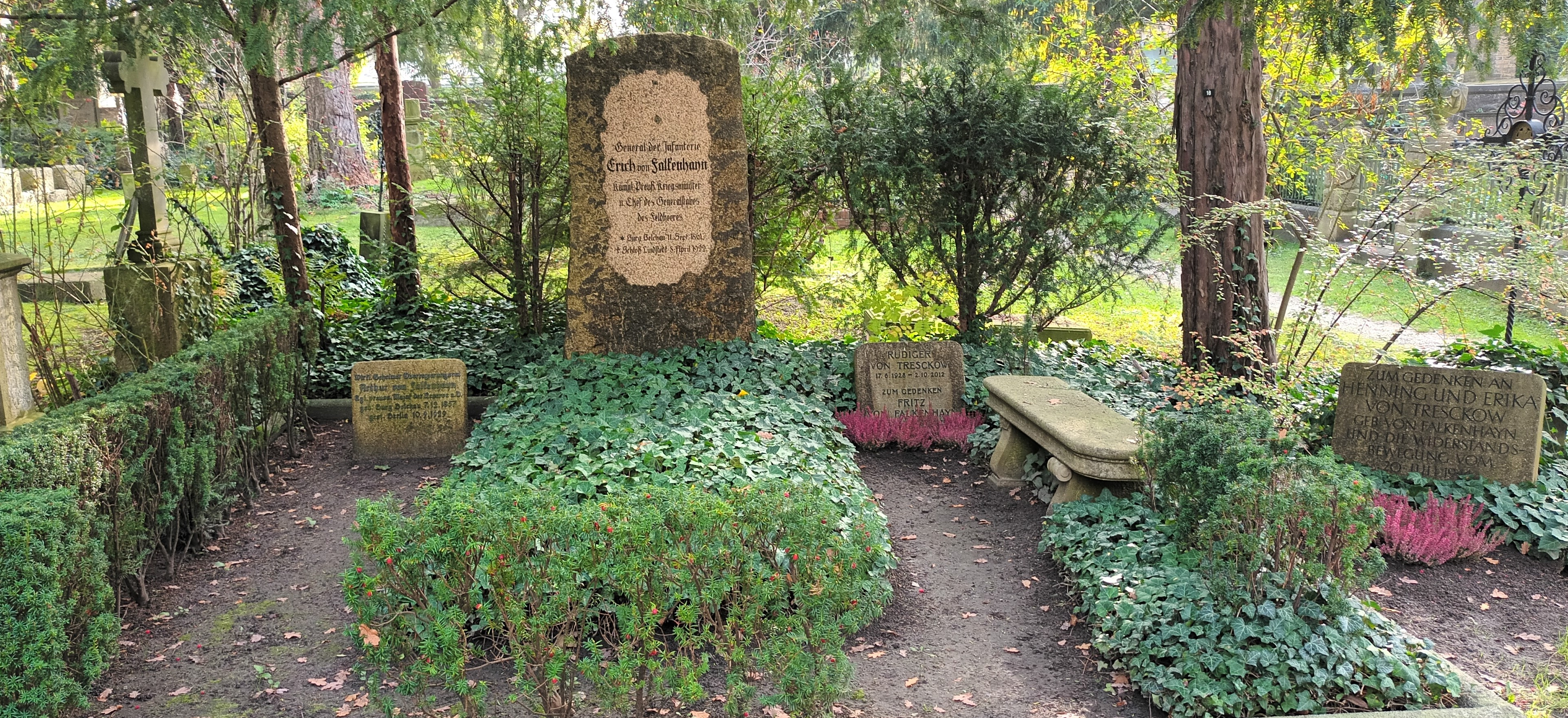
Grabstätte Erich von Falkenhayn und Angehörige auf dem Bornstedter Friedhof in Potsdam

Am 25. Februar 1919 schied Falkenhayn, bedingt durch ein Nierenleiden, aus der Armee aus und zog sich ins Privatleben zurück. In mehreren Schriften beschrieb und rechtfertigte er seine militärischen Entscheidungen. Er starb am 8. April 1922 in Schloss Lindstedt bei Potsdam. Sein Grab auf dem Bornstedter Friedhof nahe dem Potsdamer Schloss Sanssouci ist bis heute erhalten.

### Auszeichnungen
Falkenhayn wurde während des Ersten Weltkrieges unter anderem mit dem Schwarzen Adlerorden und dem Orden Pour le Mérite mit Eichenlaub ausgezeichnet. Am 26. Juni 1915 wurde er mit dem Großkreuz des Militär-Max-Joseph-Ordens beliehen. 1917 wurde er zum Chef des Deutschordens-Infanterie-Regiments Nr. 152 ernannt. Außerdem wurde er von der Universität Berlin zum Ehrendoktor der Philosophie ernannt.

### Familie
Aus seiner am 3. Februar 1886 in Oldenburg geschlossenen Ehe mit Ida Selkmann (7. Juni 1866–1964) entstammen die Kinder:
- Fritz Georg Adalbert (27. September 1890 in Oldenburg – 3. März 1973 in Ascona), ein Freund des Fliegers Manfred von Richthofen
- Erika Karola Olga (1904–1974) ⚭ 1926 mit dem späteren Widerstandskämpfer vom 20. Juli 1944 Generalmajor Henning von Tresckow (1901–1944).

## Strategische Konzeption und historische Bewertung
Falkenhayn erfüllt in klassischer Weise das Stereotyp vom preußischen General. Seine unbestreitbare militärische Kompetenz – Winston Churchill hielt 1931 fest, dass viele Sachkundige ihn als den fähigsten deutschen General im Ersten Weltkrieg erachteten („many good judges consider him the ablest soldier that Germany produced during the whole war“) – ging mit geringschätziger Verachtung für Demokratie und Parlamentarismus einher, wie sie im militärischen Umfeld Kaiser Wilhelms II. und des Adels üblich war.
In den Materialschlachten vor Verdun kalkulierte Falkenhayn nach eigener Darstellung bewusst mit dem Verlust hunderttausender Leben. Taktische Erwägungen spielten dabei – wie er nach dem Krieg wohl wahrheitswidrig ausführte – keine Rolle, was zählte, waren die gegnerischen Verluste. Dieser Eigendarstellung zufolge – der heute in der Geschichtsschreibung nicht mehr unkritisch gefolgt wird – hatte der Generalstabschef die berüchtigte „Blutpumpe“ Verdun von Anfang an als Kernstück seiner Abnutzungsstrategie geplant, die in ihrem Ausmaß zum damaligen Zeitpunkt beispiellos war.
Als Konzeptionist einer – wie Hans Delbrück es umschrieb – „Ermattungsstrategie“, der er nach dem Scheitern in der Marne-Schlacht und der Schlacht von Ypern wurde, glaubte er – anders als sein strategischer Konkurrent Erich Ludendorff – nicht mehr, dass Deutschland den Krieg durch vernichtende Siege über seine Gegner gewinnen könne, sondern hoffte, den Krieg durch ein Ermüden und politisches Auseinanderbrechen der gegnerischen Koalition beenden zu können: „Wenn wir den Krieg nicht verlieren, haben wir ihn gewonnen.“ Dabei bevorzugte er wiederum ein Vorgehen im Westen, obgleich er im Osten durch den von ihm geförderten von Mackensen die größeren Erfolge verzeichnete. Dort suchte er jedoch einen Separatfrieden mit Russland, für den er größere Eroberungen als kontraproduktiv ansah.
Diese Strategie fand zahlreiche Kritiker. Liddell Hart hielt sie für Unentschiedenheit, für den Versuch mit Sachkompetenz aber halben Maßnahmen auf eine Situation zu antworten, die große Schwerpunktoffensiven und das stärkere Eingehen von Risiken verlangt hätten. Darstellungen des Reichsarchivs – geleitet von Hans von Haeften, einem Gegner Falkenhayns und Bewunderer Ludendorffs – kamen zum selben Ergebnis, dort galt in den 1920er Jahren die Sympathie deutlich der Oststrategie Ludendorffs, mit der ein Sieg im Weltkrieg als möglich angesehen wurde.
Hans Delbrück kam zu einem völlig anderen Urteil. Falkenhayn habe – anders als Ludendorff – das ungünstige Kräfteverhältnis gegenüber der Entente korrekt eingeschätzt und darum konsequenterweise eine der strategischen Realität angepasste Strategie der Ermattung verfolgt, diesen richtigen Gedanken allerdings vor Verdun auf verhängnisvolle Weise überdehnt. Man könne von Soldaten zwar fordern, für konkrete Ziele zu sterben, aber von ihnen psychologisch nicht erwarten, „sich hinschlachten zu lassen“, damit auf der Gegenseite „doppelt so viele“ Soldaten stürben. Falkenhayn habe aber anders als Ludendorff verstanden, dass Deutschland gar keinen Diktatfrieden – also einen Frieden aus einer Position absoluter Stärke – hätte durchsetzen können.
Laut Herfried Münkler hatte Falkenhayn in dieser Kernfrage ein „Janusgesicht“. Einerseits habe er die tatsächlich äußerst ungünstige Lage des Reiches schon früh mit einer „bemerkenswerten Klarheit“ erkannt und präzise formuliert – andererseits habe er diese Erkenntnis aber doch nicht politisch zu Ende gedacht, sondern weiterhin eine primär militärische Lösung gesucht. Er hätte in enger Absprache mit Reichskanzler Bethmann-Hollweg – dessen innenpolitischer Spielraum und seine Bereitschaft zu einem Verhandlungsfrieden allerdings bis heute undeutlich und schwer einzuschätzen ist – agieren und diesem so einen Freiraum lassen müssen, auf diplomatische Weise nach Friedensmöglichkeiten zu suchen. Das habe er aber nicht getan und damit das militärische Handeln wiederum nicht den politischen Erfordernissen unterworfen, obgleich seine militärische Strategie doch auf eine politische Erschöpfung des Gegners gesetzt habe. Er sei insofern trotz richtiger Situationsanalyse immer in der gewohnten Vorstellung des preußischen Generalstabs stecken geblieben, „die Politik kolonisieren zu wollen und politische Entscheidungen nach Maßgabe der militärischen Lage einzufordern“. Dazu stand einem diplomatisch offenen Herangehen Falkenhayns „obsessive Englandfeindschaft“ im Weg.
Bleibende Verdienste und Ansehen hat sich Falkenhayn nach Wertung seines Biographen Holger Afflerbach durch sein Verhalten im Judenpogromkonflikt im Osmanischen Reich 1917 erworben: „Ein unmenschlicher Exzess gegen die Juden in Palästina wurde allein durch Falkenhayns Verhalten verhindert, was vor dem Hintergrund der deutschen Geschichte des 20. Jahrhunderts einen besonderen – und Falkenhayn auszeichnenden – Stellenwert erhält.“

## Schriften
- Die Oberste Heeresleitung 1914–1916 in ihren wichtigsten Entschließungen. E.S. Mittler & Sohn, Berlin 1920; Reprint Kessinger Publishing 2010 (Digitalisat).
- Der Feldzug der 9. Armee gegen die Rumänen und Russen 1916/17.

Band 1 Der Siegeszug durch Siebenbürgen. E.S. Mittler & Sohn, Berlin 1921.
Band 2 Die Kämpfe und Siege in Rumänien. E.S. Mittler & Sohn, Berlin 1921.